# Kvalsundets tidvattenkraftverk
Kvalsundets tidvattenkraftverk var ett tidigare experimenttidvattenkraftverk i Kvalsundet i Finnmark fylke i norra Norge.
Kvalsundet mellan fastlandet och ön Kvaløya är platsen för Norges första experimentkraftverk för tidvatten, vilket installerades i november  2003, med Andritz Hydro Hammerfest, tidigare Hammerfest Ström AS, som utvecklare. Det fanns på 50 meters djup under Kvalsundsbron och utnyttjade vattnets strömningar i båda riktningar med en trebladspropeller med vridbara blad. Det testades 2003–2009 och hade en installerad effekt av 300 kW och levererade under provperioden 1,5 GWh till nätet.
Andritz Hydro Hammerfests försök med tidvattenkraft i Kvalsundet har följts upp med installation av en försöksanläggning på 1 000 kW på European Marine Energy Centre på Falls of Warness utanför Eday på norra Orkney-öarna i Storbritannien 2011.

## Ytterligare ett tidvattenkraftverk
Det norska företaget Tidal Sails fick i februari 2014 koncession av Norges vassdrags- og energidirektorat för ett andra experimentkraftverk i Kvalsundet med en samlad installerad effekt på upp till 3 MW. Kraften ska i detta kraftverk genereras av omkring 500 vertikalt monterade, 5 x 1 meter stora, segel i komposit, vilka ska driva en eller två generatorer. Försöken planeras för minst en treårsperiod och beräknas generera 8 GWh per år.

## Potential i Kvalsundet
Det beräknas att de upp till 4 knop starka tidvattenströmmarna i det genomsnittligt 50 meter djupa Kvalsundet har en teknisk potential  på 14 MW och ge 48 GWh per år.